# Mr. Gone
Albums de Weather Report
Heavy Weather
(1977) 8:30
(1979)
Mr. Gone est un album du groupe de jazz fusion américain Weather Report paru en 1978.

## Fiche technique

### Liste des chansons
L'album compte huit chansons.
| No | Titre                                           | Auteur         | Durée |
| -- | ----------------------------------------------- | -------------- | ----- |
| 1. | The Pursuit of the Woman with the Feathered Hat | Joe Zawinul    | 5:00  |
| 2. | River People                                    | Jaco Pastorius | 4:49  |
| 3. | Young and Fine                                  | Zawinul        | 4:20  |
| 4. | The Elders                                      | Wayne Shorter  | 6:54  |
| 5. | Mr. Gone                                        | Zawinul        | 5:07  |
| 6. | Punk Jazz                                       | Pastorius      | 5:20  |
| 7. | Pinocchio                                       | Shorter        | 2:25  |
| 8. | And Then                                        | Zawinul        | 3:20  |

### Musiciens
Les musiciens suivants sont crédités sur l'album.

#### Weather Report
- Joe Zawinul : piano électrique Fender Rhodes 88 modifié, piano acoustique, 2 synthétiseurs ARP 2600, synthétiseur Oberheim polyphonique, synthétiseur Prophet 5, kalimba, mélodica, pédalier d'effets sonores, chant (1, 5)
- Wayne Shorter : saxophones ténor, alto et soprano, chant (1)
- Jaco Pastorius : basse, batterie, timbale, chant (1, 2 et 6)
- Peter Erskine : batterie, cymbale hi-hat (3), chant (1)

#### Musiciens additionnels
- Tony Williams : batterie (5, 6)
- Steve Gadd : batterie (3, 8)
- Manolo Badrena : chant (1)
- Jon Lucien : chant (1)
- Deniece Williams : chant (8)
- Maurice White : chant (8)